# 纽约州立大学水牛城分校法学院
纽约州立大学水牛城分校法学院（SUNY Buffalo Law School）是一所自1887年起在美国纽约州水牛城创设的法学院，现附属于纽约州立大学水牛城分校。
该学院在《美国新闻与世界报道》的法学院排名中排名86名。创始之初该院附属于尼亚加拉大学，1891年被水牛城大学吞并。该院是纽约州立大学中唯一的法学院。